# Церковь Бориса и Глеба (Кидекша)
Церковь Бориса и Глеба — недействующий православный храм в селе Кидекше Суздальского района Владимирской области. Один из древнейших памятников белокаменного зодчества Древней Руси, наиболее ранняя белокаменная постройка Северо-Восточной Руси, наряду со Спасо-Преображенским собором в Переславле-Залесском. Построена в правление Юрия Долгорукого и обычно датируется 1152 годом. В настоящее время находится в оперативном управлении Владимиро-Суздальского музея-заповедника.

## Архитектурные особенности

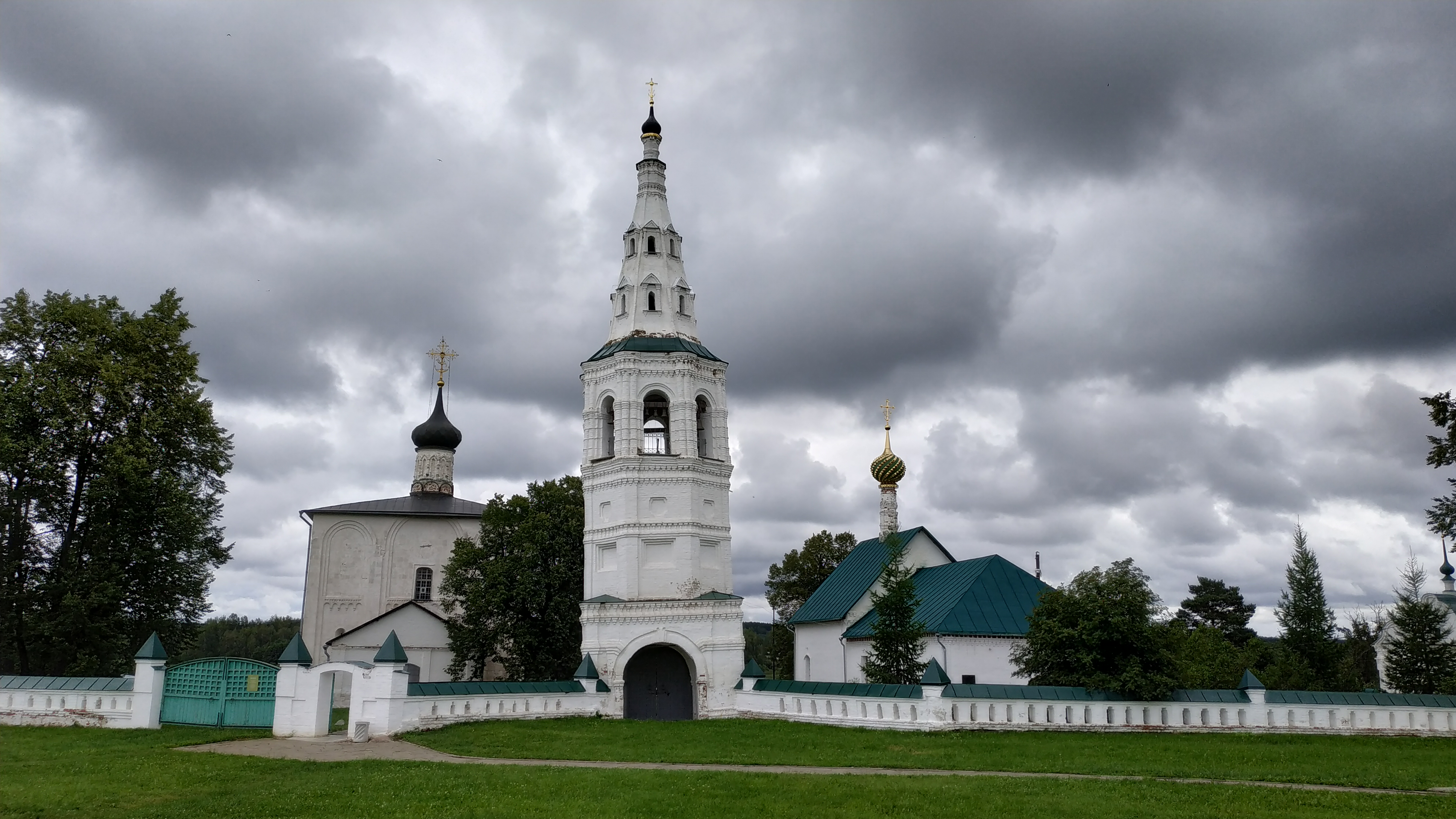
Храмовый комплекс в селе Кидекша

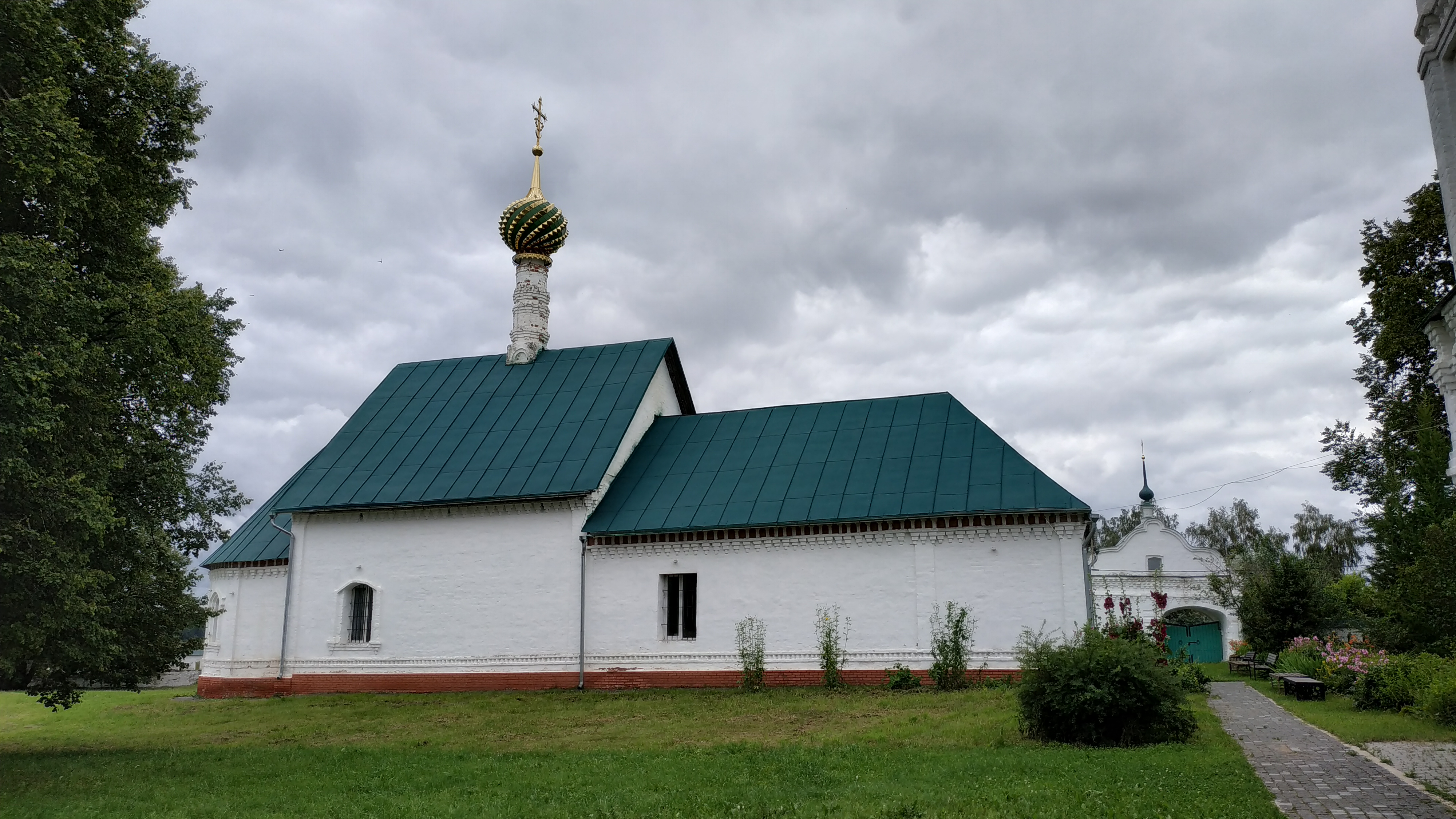
Церковь Стефана Архидиакона в Кидекше

Церковь Бориса и Глеба — одноглавая, четырёхстолпная, трёхапсидная. Сложена из прекрасно отёсанных и положенных почти насухо квадров качественного белого камня. В плане храм без учёта апсид очень близок к квадрату. Наружные лопатки делят стены на три неравных прясла (средние прясла шире и выше боковых). Уступообразное сужение наружных лопаток создаёт «перспективность» прясел. Внутренние лопатки соответствуют наружным, соответствуют им и крещатые столпы. Над западным порталом в стене со стороны интерьера выложена разгрузочная арка. Размеры церкви, сторона подкупольного квадрата, общие пропорции, конструктивные особенности, профиль лопаток, декор близки ещё одному сохранившемуся храму 1152 года — Спасо-Преображенскому собору в Переславле-Залесском. В связи с этим верх храма достаточно адекватно реконструируется по аналогии со Спасским собором.
Церковь, по-видимому, замышлялась как главный собор городка Кидекши на восточных границах Суздальского княжества, что и отразилось в сдержанности её внешнего декора и простоте линий. Впрочем, и здесь наблюдаются очевидные параллели с западноевропейским романским искусством, чуть более ярко проявившиеся в других памятниках храмового зодчества Владимиро-Суздальской земли. В частности, обращает на себя внимание аркатурный пояс из так называемых «ломбардских арок», делящий боковые прясла храма на два яруса. Характерен перспективный портал очень простого профиля — в виде трёх уступов (сохранился только с северной стороны) — с немного вынесенным замковым камнем на передней арке. Над аркатурным пояском в пряслах — поребрик. Барабан также имел городчатый пояс (его остатки были найдены под кровлей храма). Цоколь церкви (в настоящее время находящийся под землёй) — простейшей прямоугольной формы. Внутри храма крещатые столбы, лопатки простые однообломные, а наружные — двухуступчатые. На некоторых камнях кладки можно увидеть идентичные знаки княжеских мастеров — такие же, как и на стенах Спасо-Преображенского собора в Переславле-Залесском.

## История
В Кидекше сохранились остатки оборонительных валов — вблизи устья реки Каменки, которая сливается с Нерлью. Церковь закладывалась Юрием Долгоруким в честь небесных покровителей его сыновей Бориса и Глеба, получивших имена первых прославленных в земле Русской святых — покровителей княжеского дома. Кидекшская церковь послужила усыпальницей для одного из сыновей Юрия Долгорукого — князя белгородского и туровского Бориса Юрьевича, умершего в 1159 году. Здесь же погребена его жена Мария (†1161) и их дочь Ефросиния (†1202).
Скорее всего, при нашествии монголов Кидекша пострадала, но уже в 1239 году здание церкви Бориса и Глеба было отремонтировано и освящено, и в нём, вероятно, было устроено белокаменное седалище и резная алтарная преграда. Но вскоре сам городок захирел, и его жители переселились в соседний Суздаль. В «Списке русских городов дальних и ближних» (XIV—XV века) Кидекша не значится.
В XVI — начале XVII века глава и часть сводов церкви обрушилась. В 1660-х годах глава, своды и восточные столпы храма были разобраны полностью, а апсиды и восточные части северной и южной стен — до уровня аркатурного пояса. Затем восточные столпы были сложены вновь, и храм был перекрыт сомкнутым сводом с маленькой главкой. В таком виде храм сохранился до наших дней.
В 1780 году рядом с храмом Бориса и Глеба была построена «зимняя» Стефановская церковь, а также восьмигранная шатровая колокольня, которая со временем наклонилась до такой степени, что уклон стал заметен невооружённым глазом.
Церковь Бориса и Глеба была обследована археологами самого высокого уровня как дореволюционной России, так и СССР. Одной из задач была подготовка к проведению инженерных работ, целью которых являлось создание отопительной системы, чтобы предотвратить губительную для храма влажность. Последние раскопки в храме проводились в 2011 году группой Владимира Седова. В храме был частично снят пол и восстановлен до того уровня, который был в XII веке. Были обнаружены неизвестные ранее детали внутреннего убранства храма: основания позднего иконостаса, нижняя часть белокаменного престола с отпечатками четырёх ножек и омфалий. Омфалий представляет собой камень розоватого цвета, лежащий в центре храма. В настоящее время он включён в экспозицию. В древнерусской архитектуре каменный омфалий XII века из Кидекши уникален, известен только более ранний мозаичный экземпляр X века в Десятинной церкви и примеры из древнерусской архитектуры XIV века. Был обнаружен также белокаменный саркофаг и фрески XII века.

## Галерея

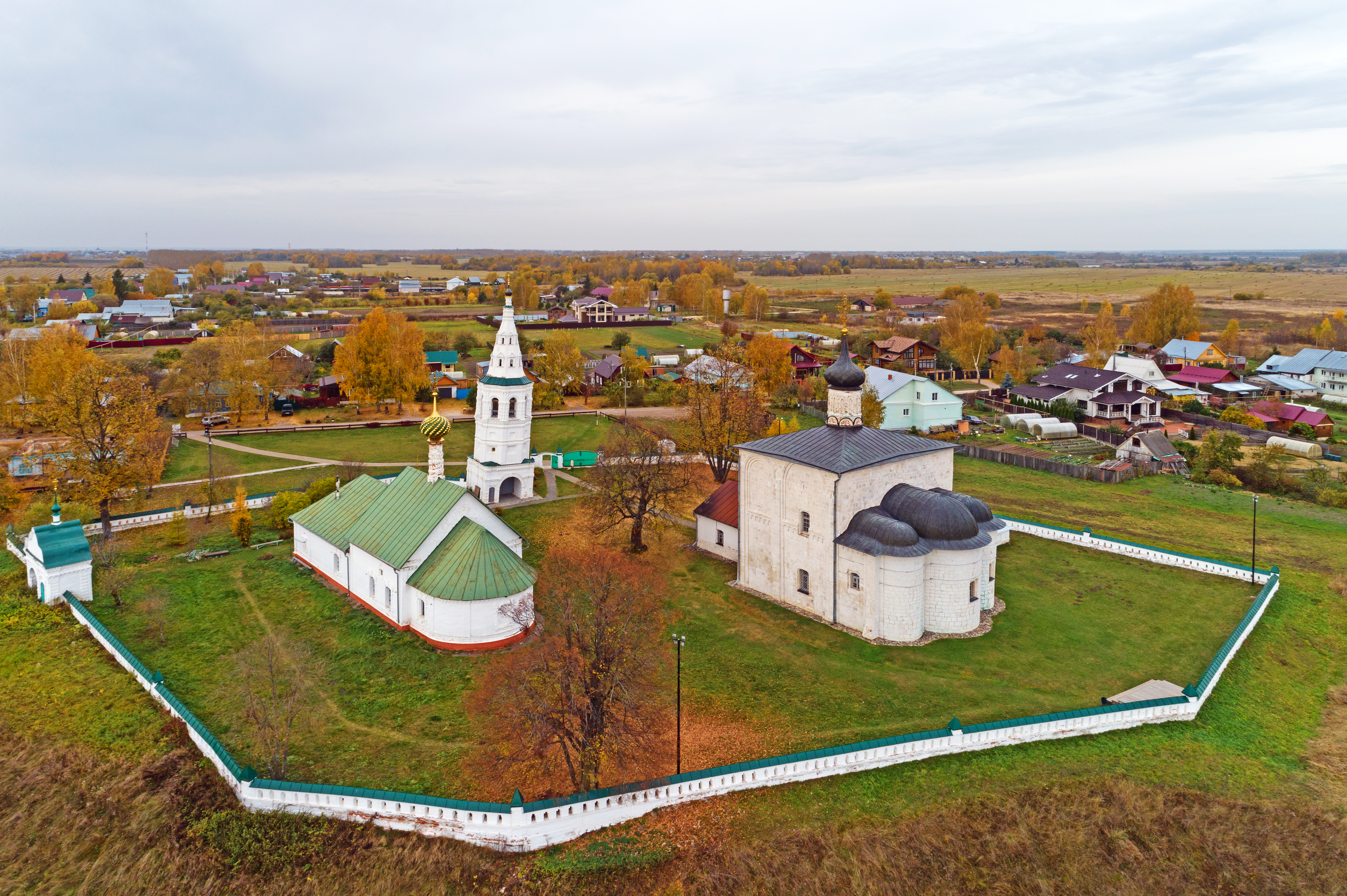
Архитектурный комплекс
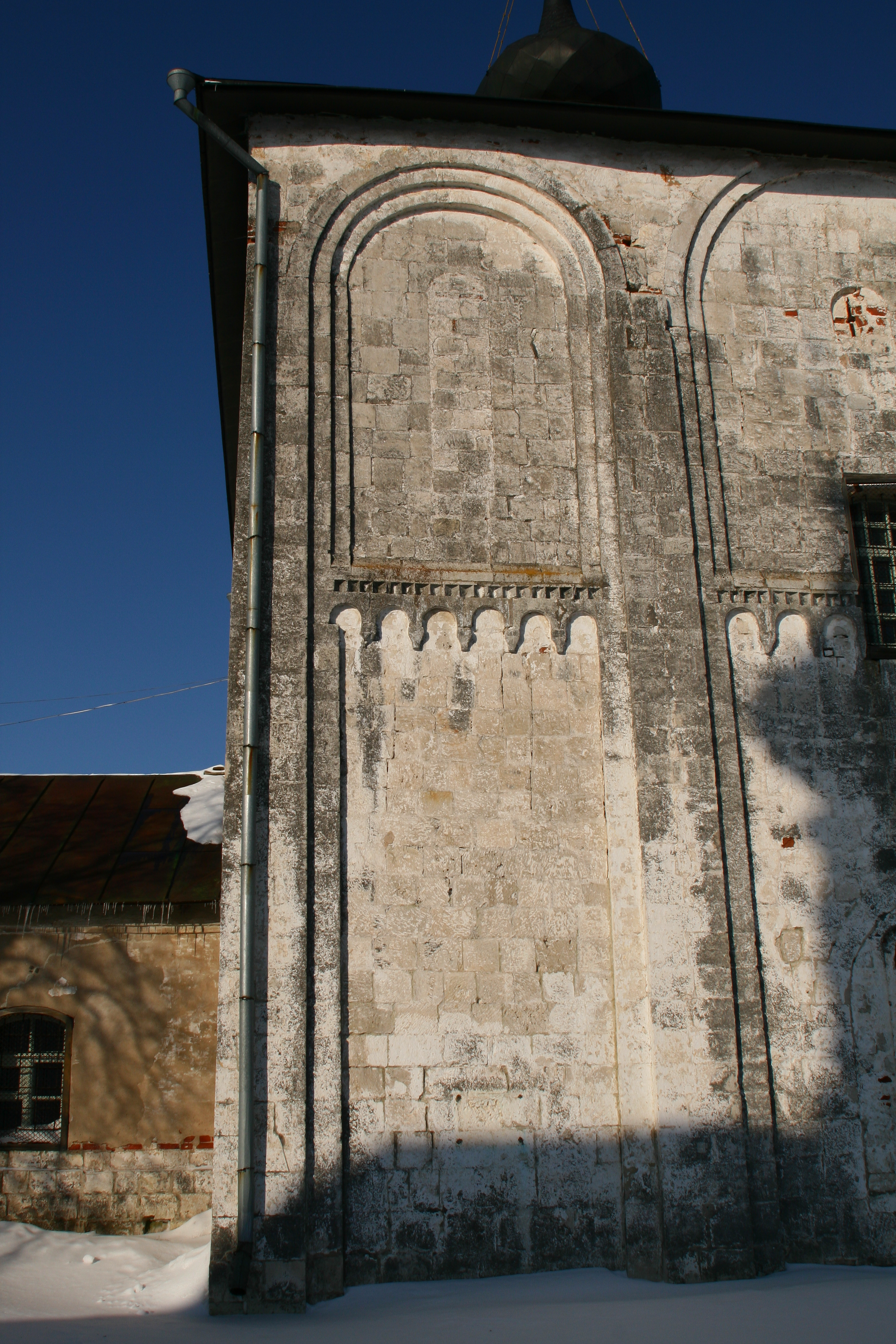
Западное прясло южной стены
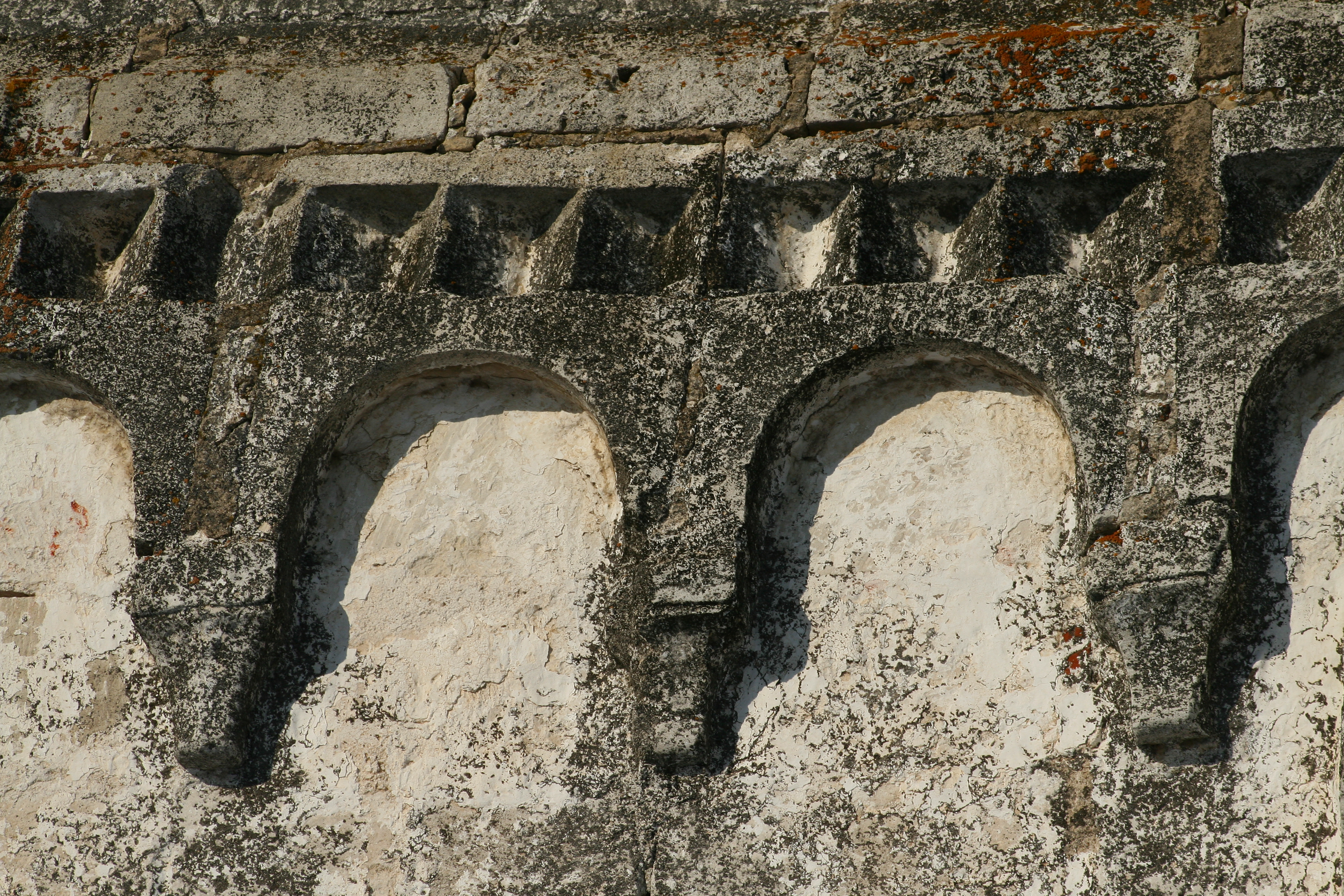
Поребрик и «ломбардская арка»
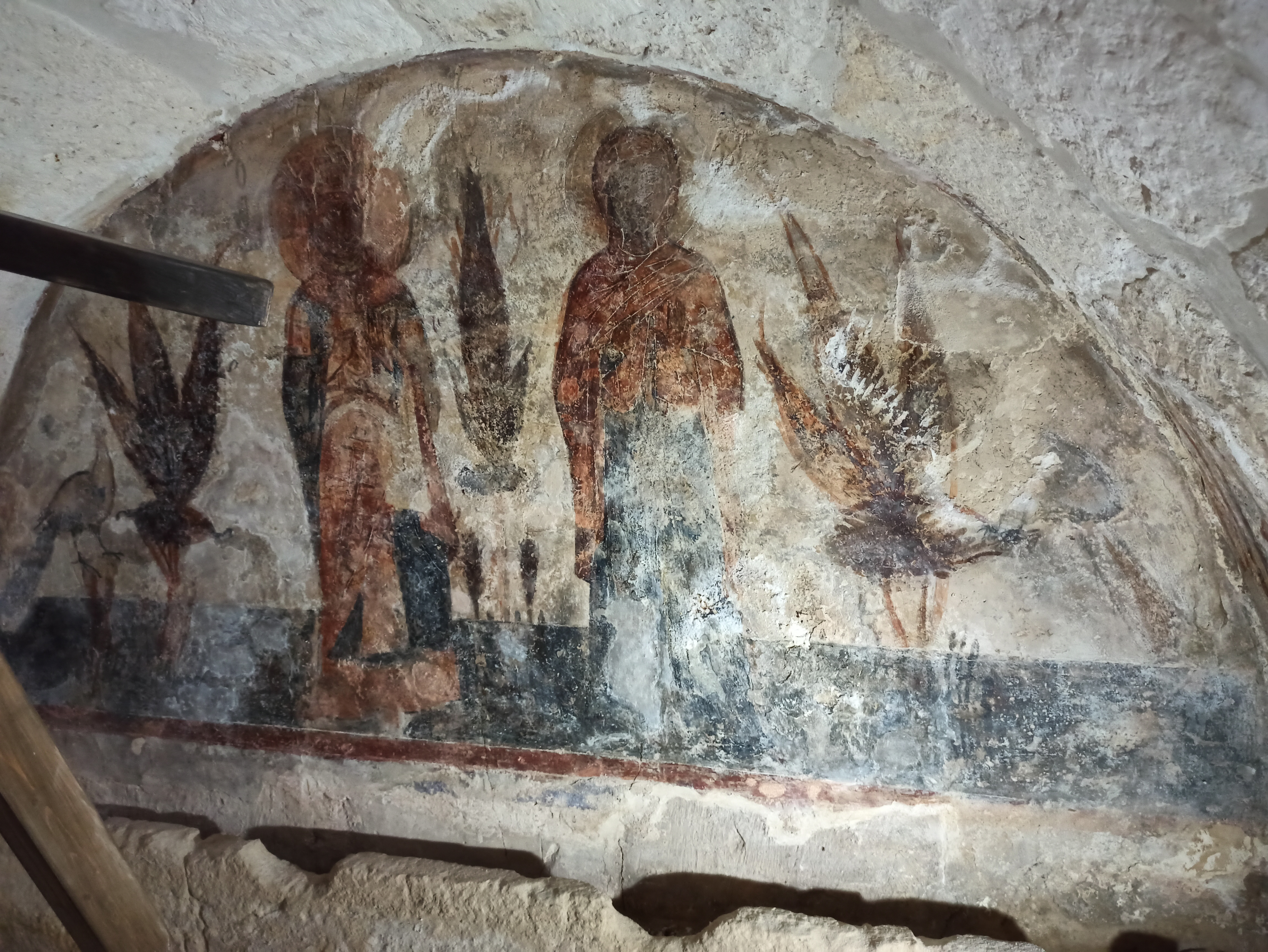
Фреска XII века в нише северной стены  — святые жёны среди райского сада (справа — мученица Мария, покровительница княгини Марии, жены князя Бориса, сына Юрия Долгорукого, погребенной в этом аркасолии)
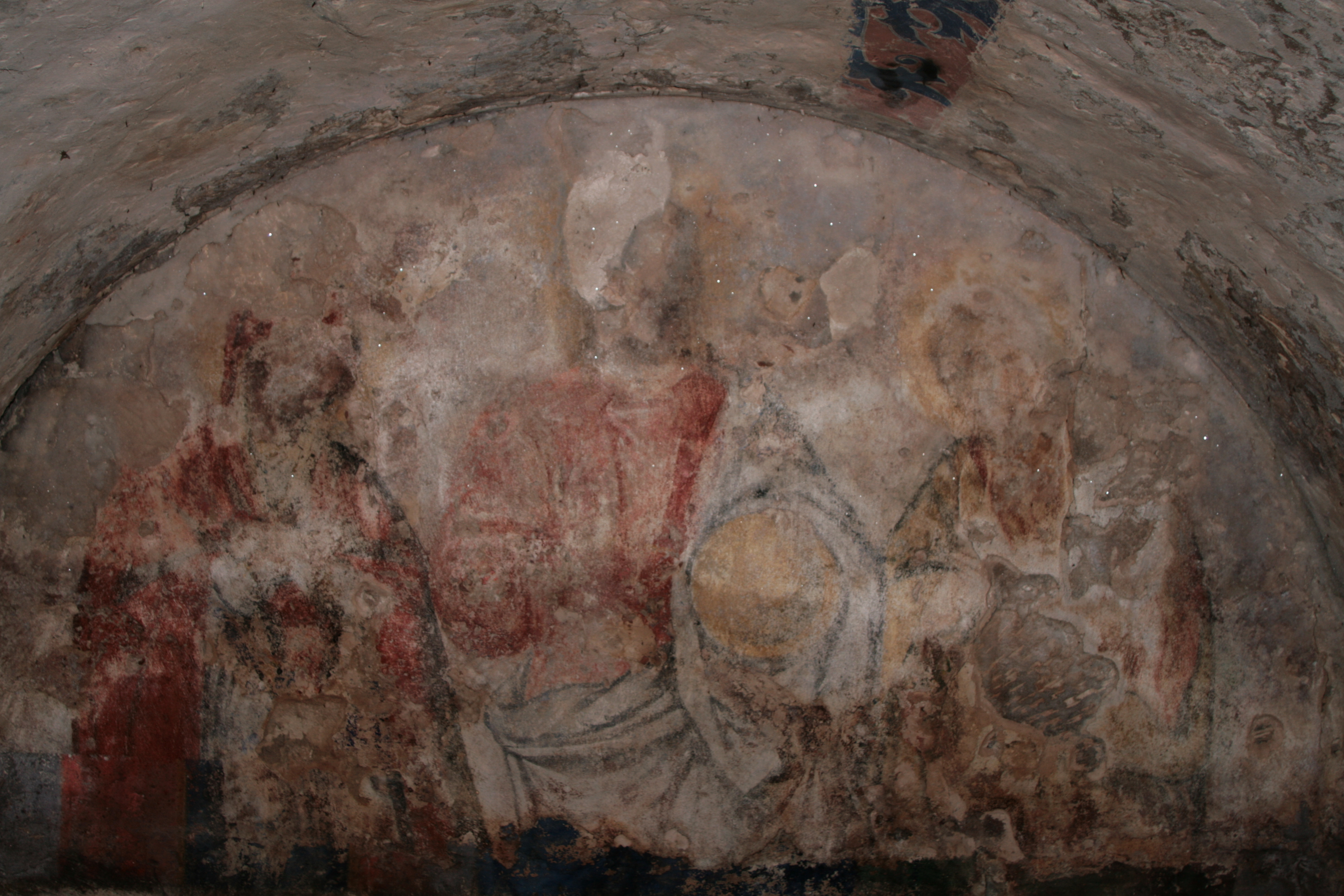
Фреска в нише южной стены
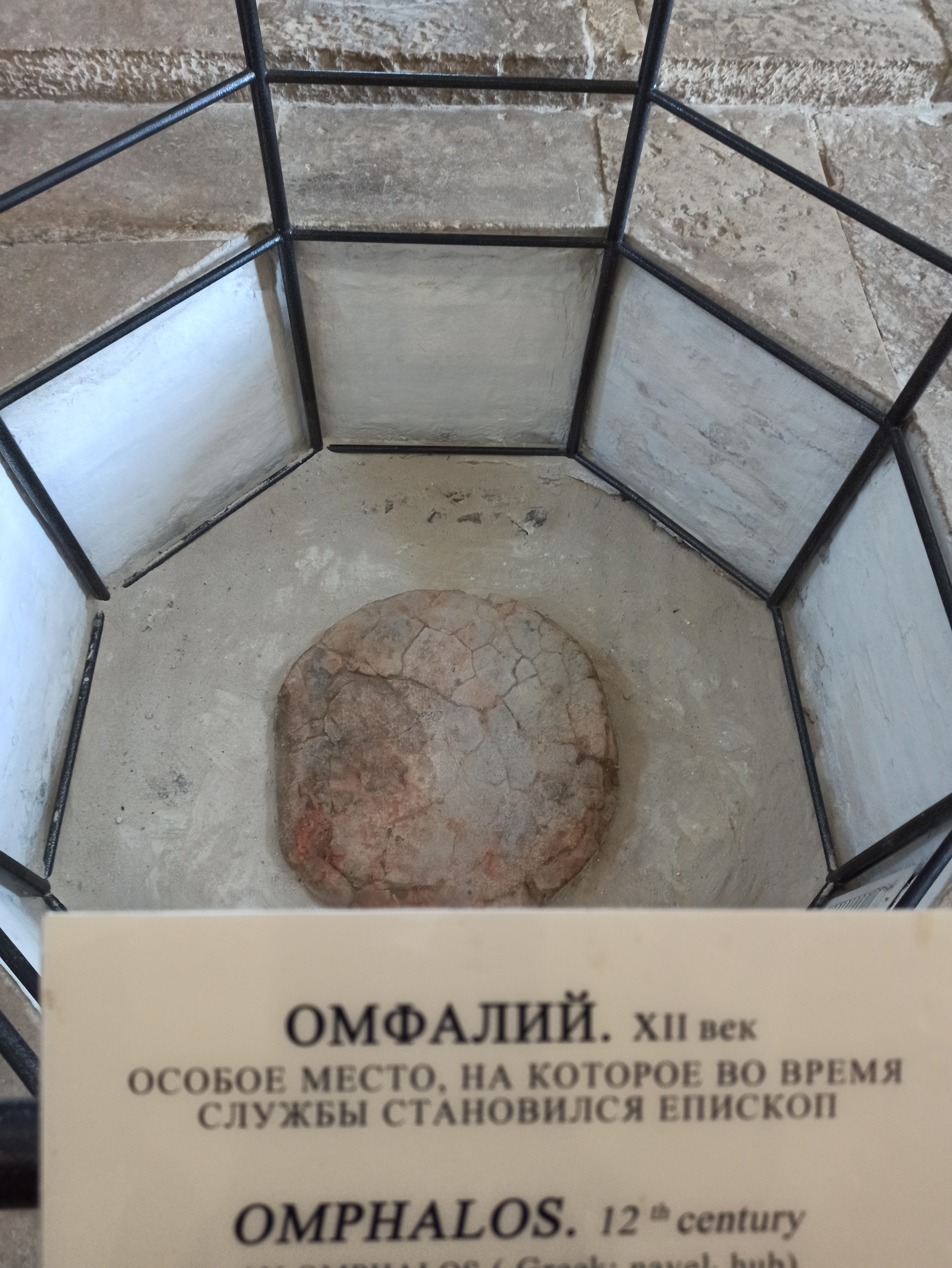
Омфалий XII века
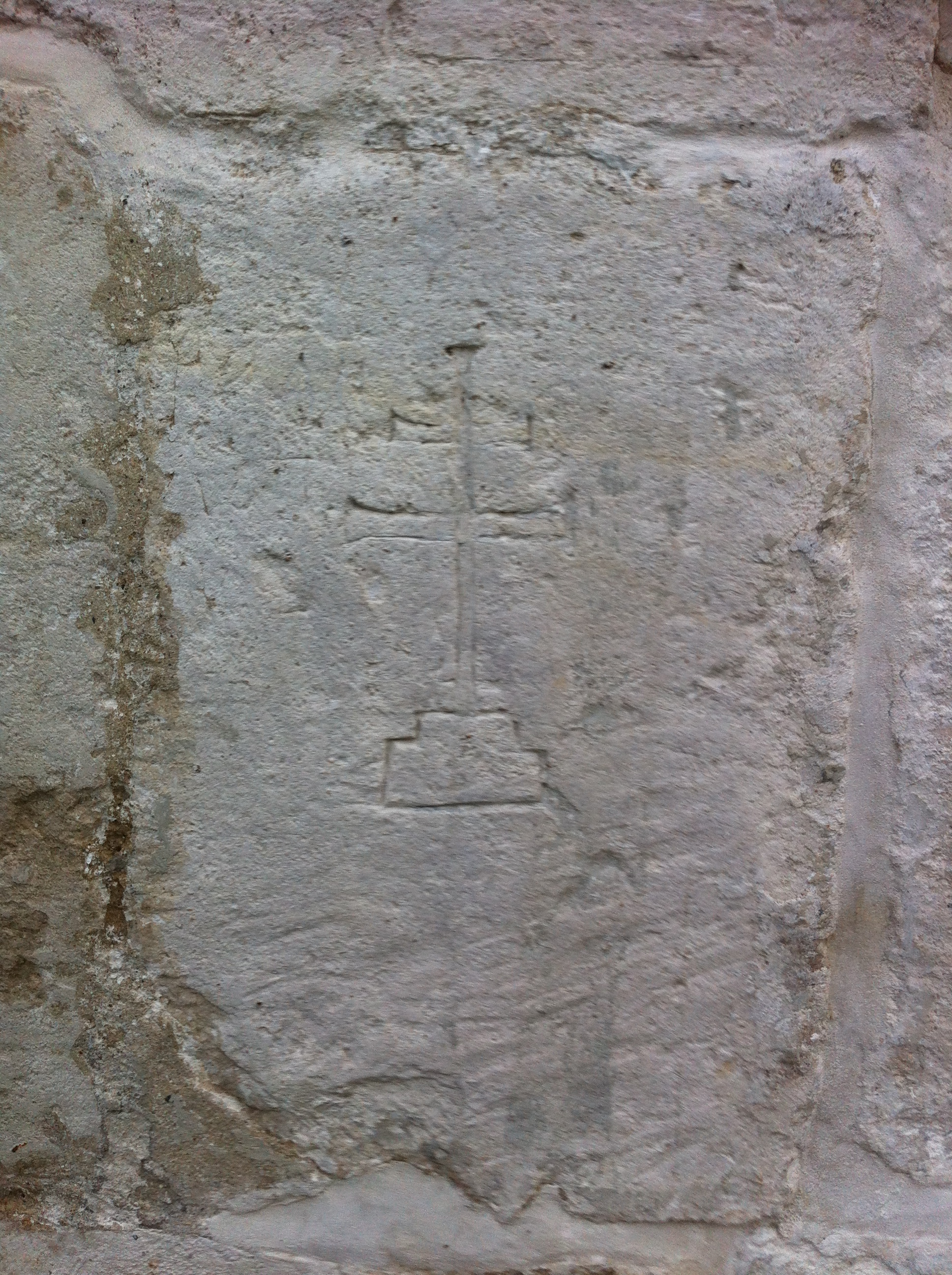
Один из рисунков на стенах здания с внешней стороны
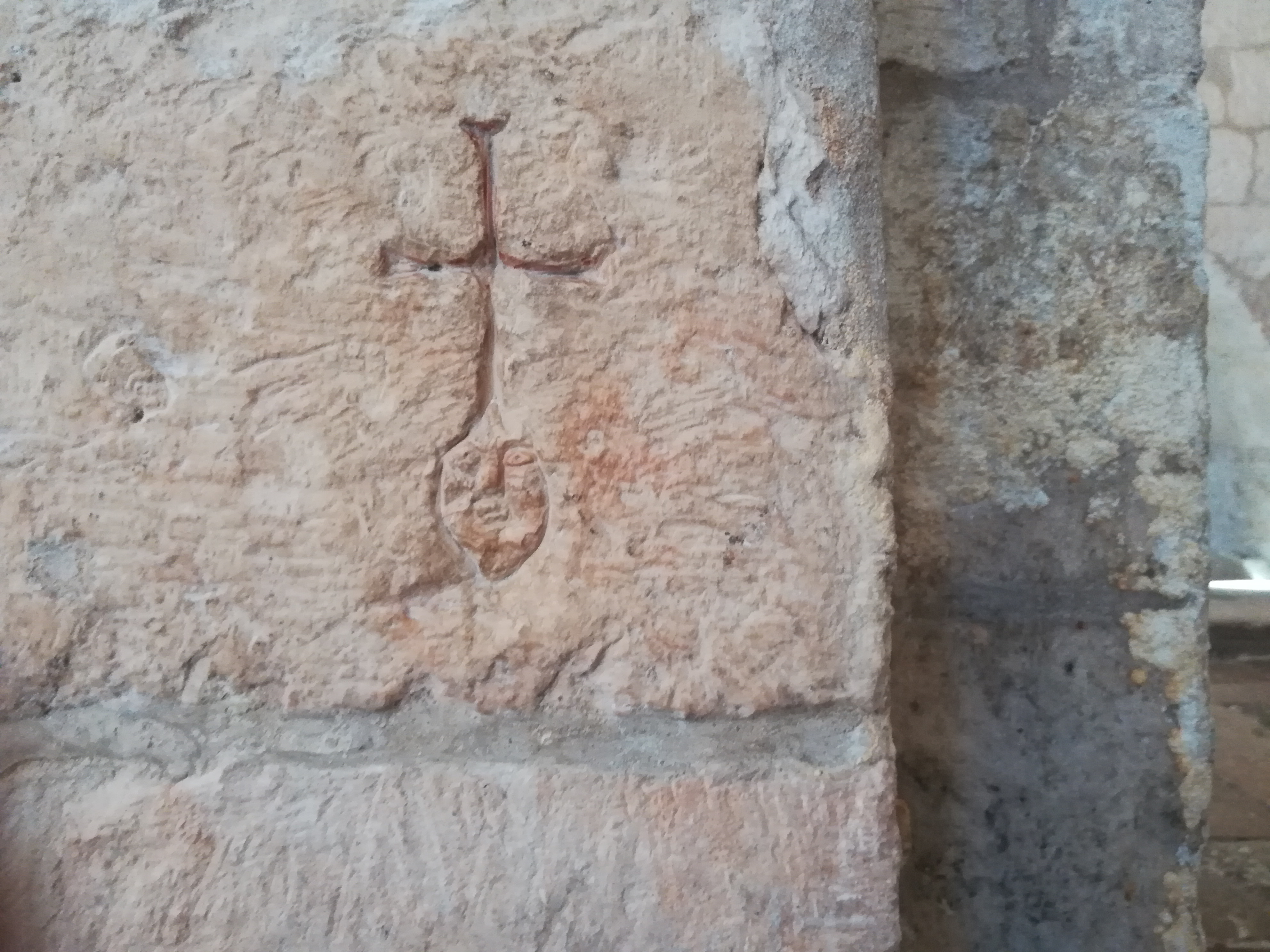
Древнее граффити внутри церкви («голова Адама»)
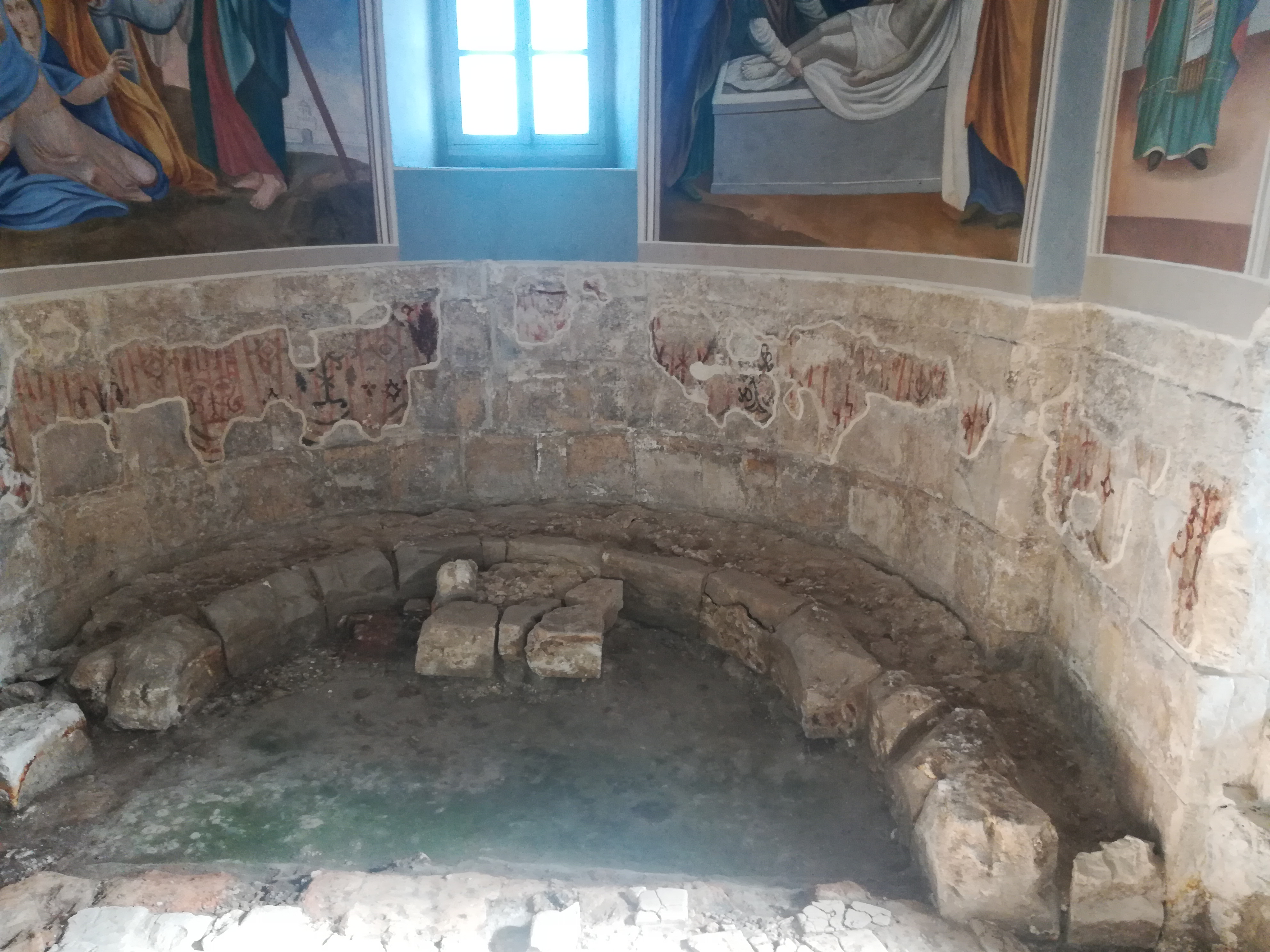
Древние фрески по низу алтарных стен
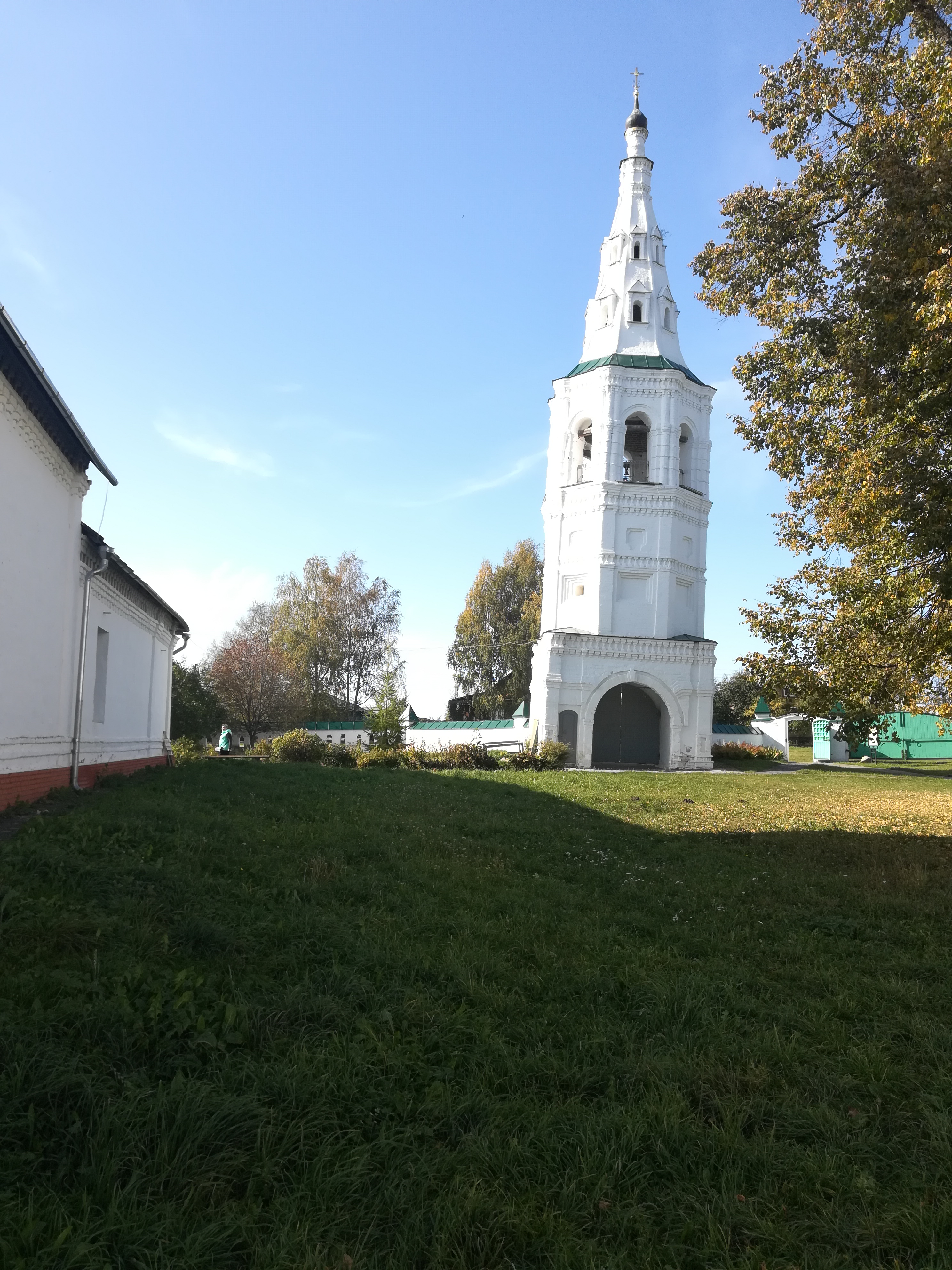
Колокольня
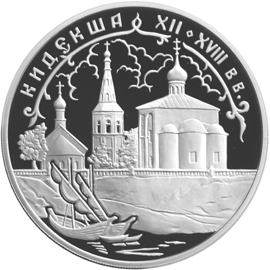
Кидекша — серебряная памятная монета Банка России, 2002